# Spododes basipunctata
Spododes basipunctata är en fjärilsart som beskrevs av W. Warren 1904. Spododes basipunctata ingår i släktet Spododes och familjen mätare. Inga underarter finns listade i Catalogue of Life.